# Honda S360

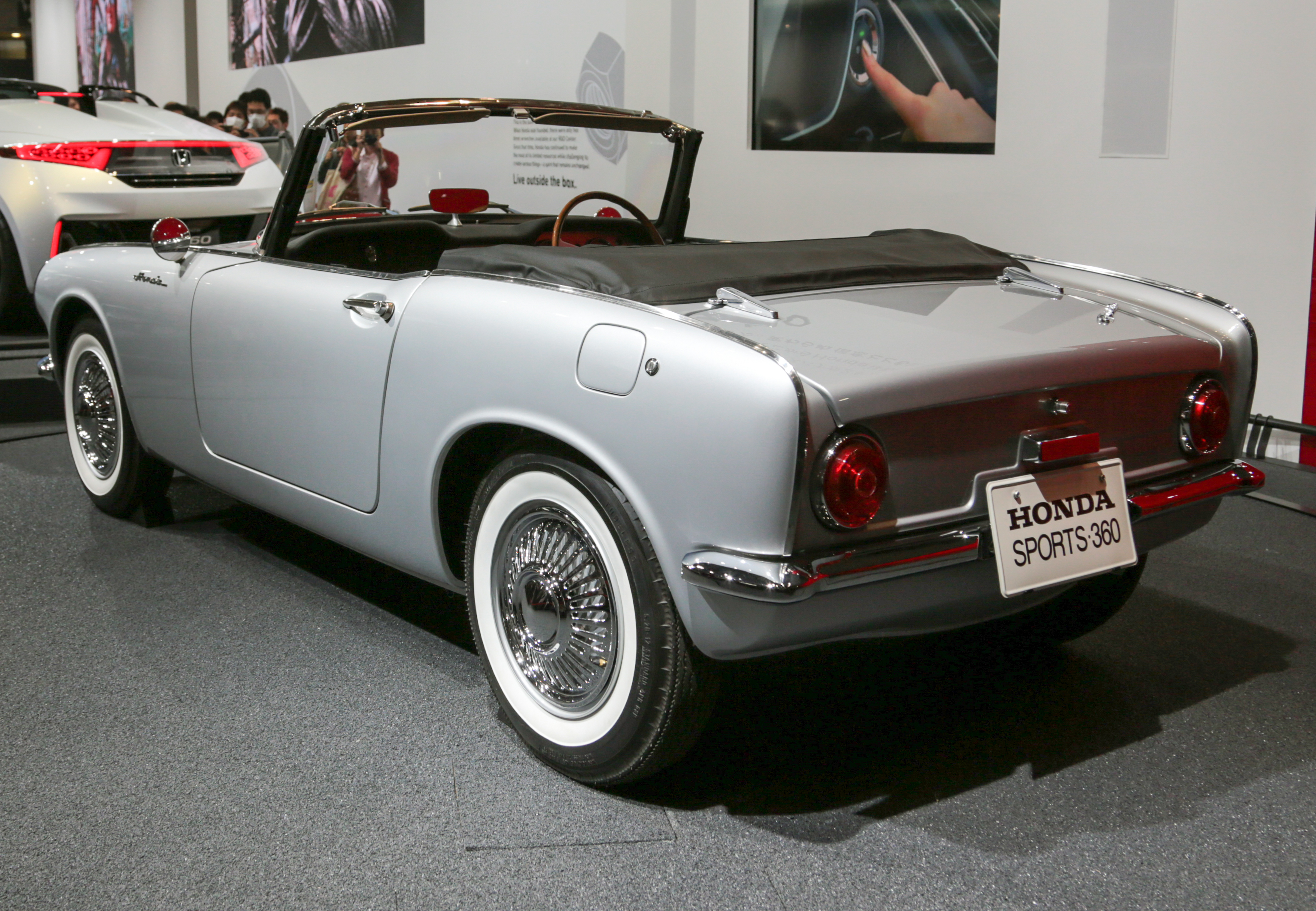
Vista darrera

El Honda S360 (ホンダ・S360, Honda Esu-sanbyaku roku jū) fou un automòbil lleuger o kei car produït pel fabricant d'automòbils japonés Honda l'any 1962. Fou un dels primers automòbils de la companyia, que aleshores només produïa motocicletes. El model fou presentat el 5 de juny a l'11na Assemblea General Nacional de Honda al circuit de Suzuka, però mai fou produït en sèrie ni comercialitzat. Mecànicament equipava el mateix motor de 360 (356) centímetres cúbics de quatre cilindres en línia del Honda T360.
El maig de 1955, el Ministeri de Comerç i Indústria del Japó va anunciar un programa de motorització nacional anomenat "cotxe popular". Els punts principals del programa eren "cotxe de quatre places amb velocitat màxima de 100 km/h a un preu de 150.000 iens". Aquell pla va establir els punts bàsics del que seria el desenvolupament dels primers automòbils utilitàris japonesos de la post-guerra. En resposta, algunes marques van presentar els seus models, com ara el Suzuki Suzulight l'octubre de 1955 i el Subaru 360 el març de 1958.
Honda contractà 50 enginyers entre els anys 1957 i 1958 i creà unes noves instal·lacions d'investigació, tot en preparació per al desenvolupament d'un automòbil. Els consumidors esperaven de Honda que s'introduguera al mercat automobilístic, no obstant això, Sōichirō Honda es mostrà cautelós al respecte. El desembre de 1959, al volum 50 de la revista d'empresa de Honda, Honda va dir "no hem d'entrar a produir automòbils... fins que no efectuem més investigacions i no estiguem absolutament segurs de que tots els requeriments es poden acomplir, incloent la fiabilitat dels nostres productes i les despeses de producció". Durant els següents dos anys, l'empresa va construir i posar a prova diferents prototips d'automòbils.
L'11a Assemblea General Nacional de Honda va tindre lloc al circuit de Suzuka el 5 de juny de 1962. L'empresa va exposar i va fer proves de diferents productes durant l'esdeveniment. El totalment nou Honda S360 va eixir amb Honda al volant i Yoshio Nakamura, encarregat del projecte de desenvolupament, com a co-pilot. La presentació de l'S360 va impresionar als propietaris dels concessionàris franquiciats de l'empresa, que ja havien insistit amb anterioritat en la possibilitat d'entrar al segment dels automòbils per a així poder vendre productes a la temporada d'hivern, quan pel fred les vendes de motocicletes baixaven. El 25 d'octubre del mateix any, al Saló de l'Automòbil de Tòquio, Honda presentà tres nous models: l'S360, l'S500 i el T360.
Tot i la bona acollida del model a l'assemblea general i al saló de l'automòbil, l'S360 mai va ser produït en massa ja que l'S500 era més aprofitable i comercial a nivell mundial.